# Kościół Podwyższenia Krzyża Świętego w Żelowicach
Kościół Podwyższenia Krzyża Świętego – rzymskokatolicki kościół filialny zlokalizowany w Żelowicach (powiat strzeliński).

## Historia
Świątynia powstała z dawnej kaplicy grobowej, którą zbudowano w XVI wieku na terenach przypałacowego parku, tzw. Maślanej lub Świętej Górze. W XIX wieku (1865-1866) została ona przebudowana w stylu neogotyckim. Inicjatorką przebudowy była grafini Carolina von Mettich und Mohr, primo voto von Wimmersberg (zmarła 31 maja 1865). Fundatorem robót był natomiast hrabia dr Rudolf Bernhard Stillfried von Alcantara und Rattonitz, m.in. mistrz ceremonii na pruskim dworze. Obiekt konsekrowano 31 maja 1866 (w tym samym roku zawieszono też dzwony). W latach 1866–1867 podczas wojny prusko-austriackiej umieszczono tu lazaret dla żołnierzy. W 1867 dla dwóch sióstr z zakonu szarytek z Nysy zbudowano obok kaplicy mniejszy budynek, nazywany klasztorkiem (pełnił w późniejszym okresie rolę plebanii). Ponownej konsekracji dokonano 9 czerwca 1868. W 1945 kaplica stała się kościołem filialnym parafii dobrzenickiej. Obiekt remontowano w 1966 i 1975. W 1975 dobudowano kruchtę od strony zachodniej oraz emporę organową.

## Opis
Nad wejściem kartusz z herbami Rudolfa Bernharda Stillfried von Alcantara und Rattonitz (P) oraz Caroliny von Mettich und Mohr (L).
W ściany wewnętrznych i zewnętrzne wmurowane są wtórnie tablice nagrobne w stylu renesansowym i barokowym.

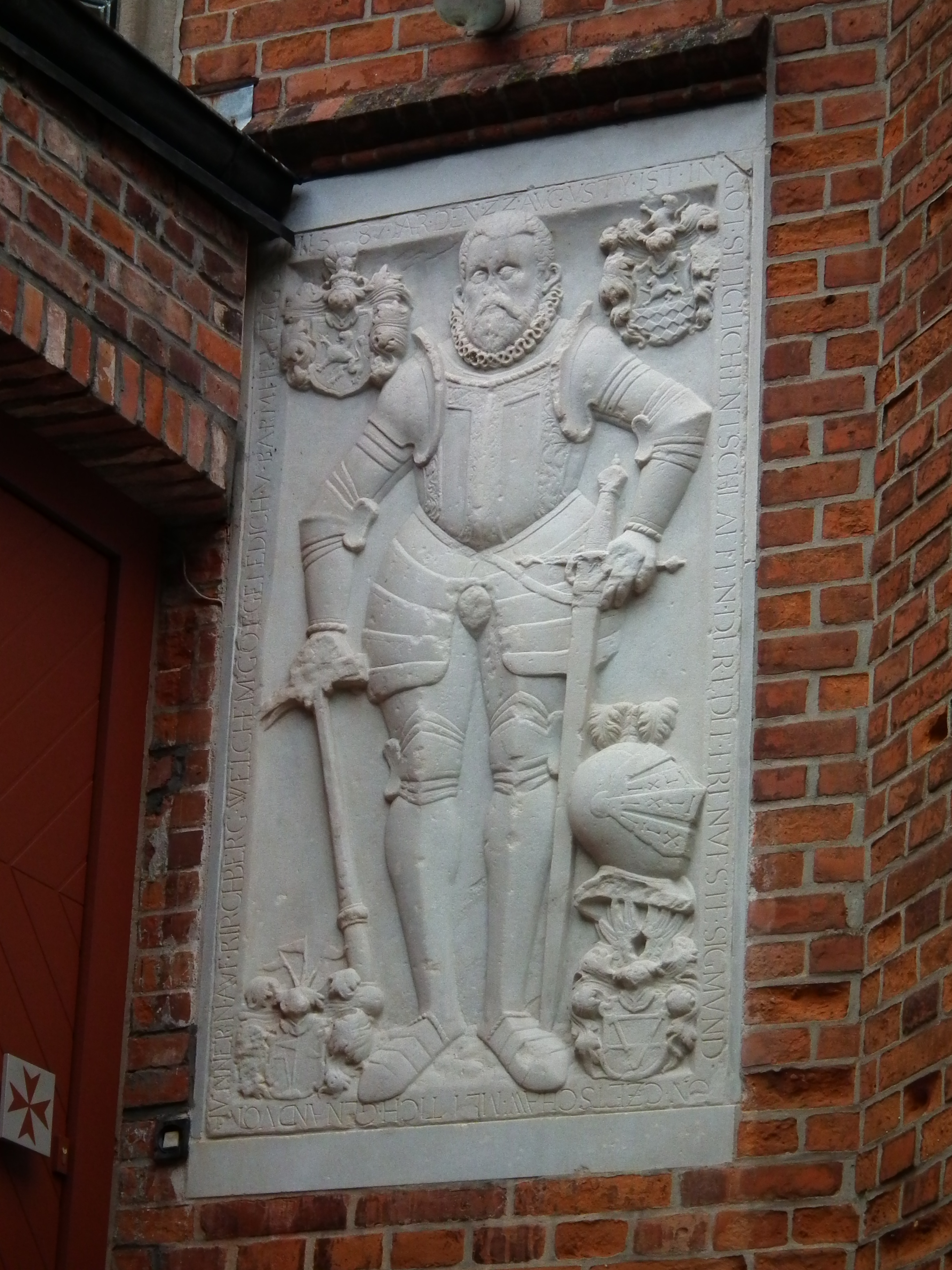
Epitafium Sigismunda Tschetschau-Mettich
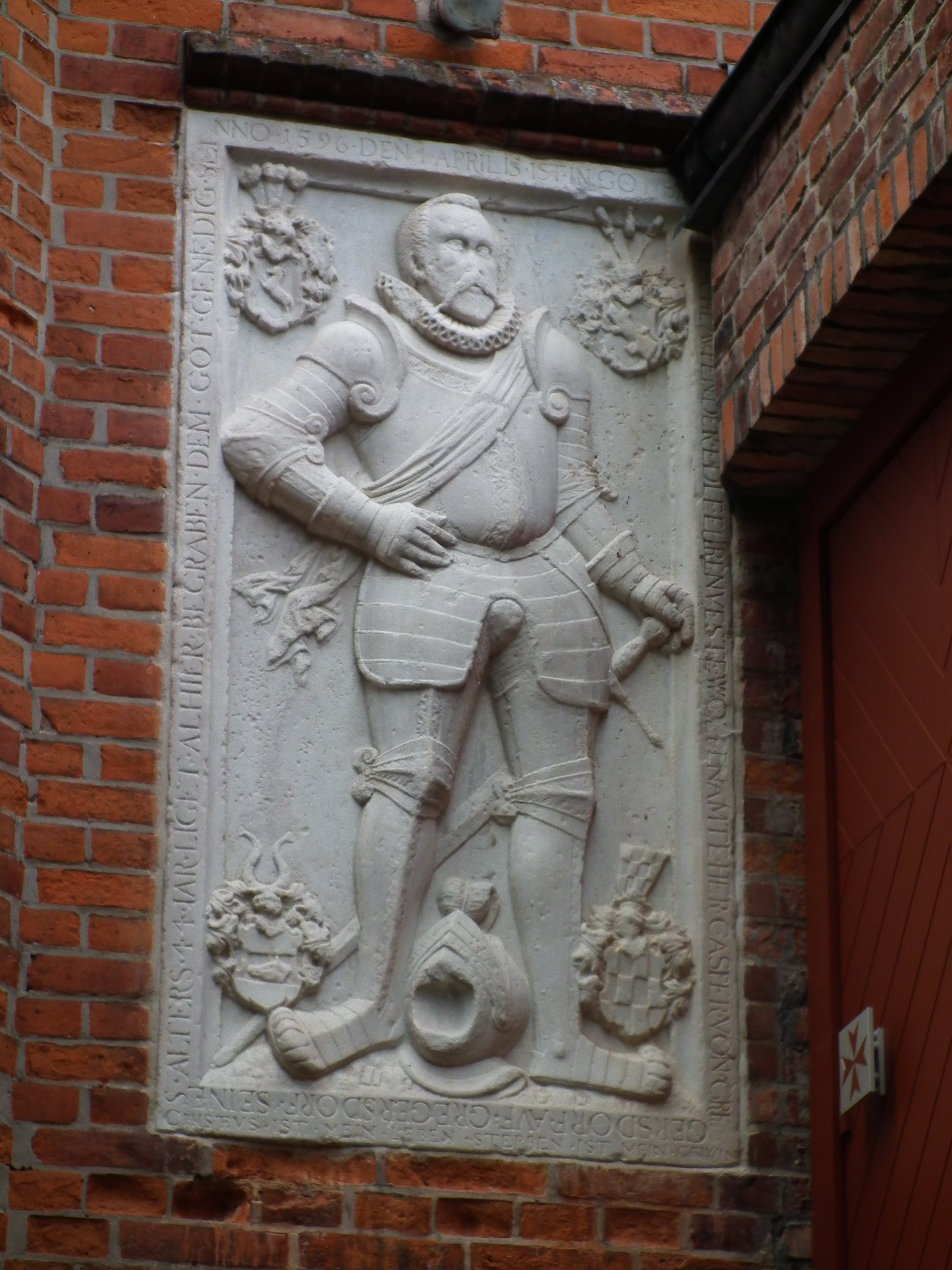
Epitafium Caspara von Gregersdorf
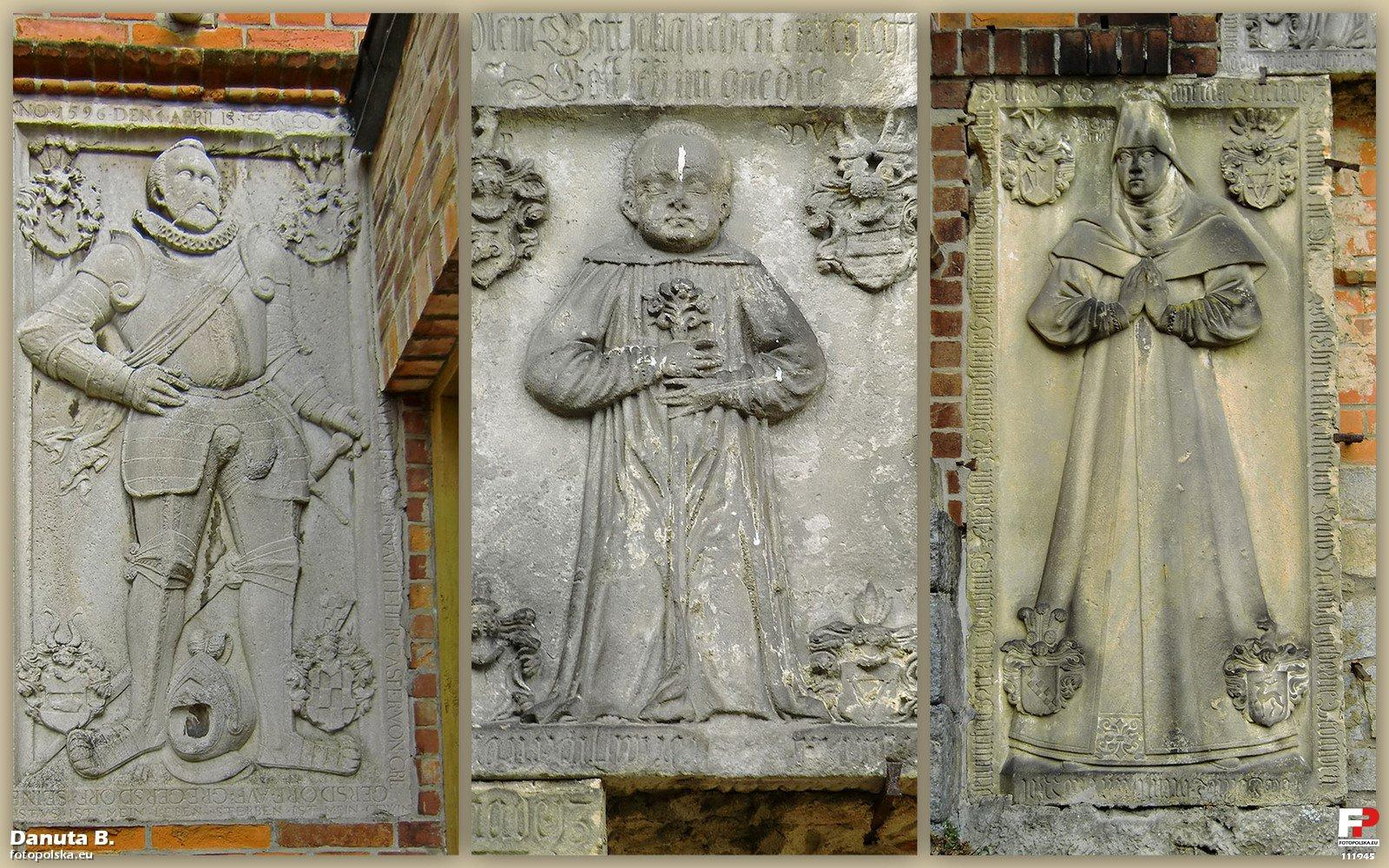
Trzy epitafia

## Epitafia na zewnątrz z herbami szlacheckimi
- Sigismunda von Tschetschau (Cƶetschaw)-Mettich (zm. 1587)[6]
  - po lewej z herbami rodowymi, von: Tschetschau-Mettich, Bedaw
  - po prawej z herbami matczynymi, von: Walditz, Zedlitz[7]

- Caspara von Gregersdorf na Gregersdorf (zm. 1596)[6]
  - po lewej z herbami rodowymi, von: Gregersdorf, Peterswalde
  - po prawej z herbami matczynymi, von: Unwert, Borschnitz[8]

- Hedewig von Bedaw (zm. 1596)[9], żona Joachima von Netz
  - po lewej z herbami rodowymi, von: Bedaw, Wiese
  - po prawej z herbami matczynymi, von: Zedlitz, Bock/Gladis?[10]

- Dziecka Rechenberg, (zm. 1598):
  - po lewej z herbami rodowymi, von: Rechenberg, Hermsdorf (X),
  - po prawej z herbami matczynymi, von: Strachwitz, Ullersdorf[10]

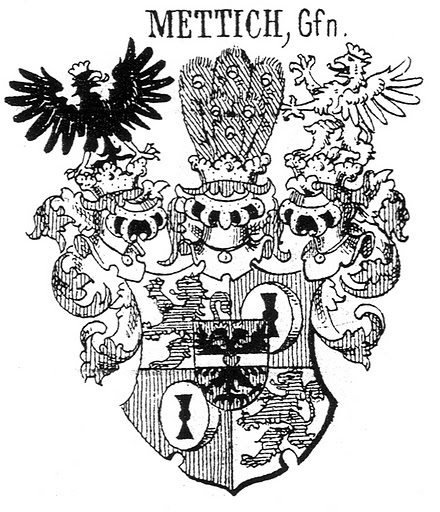
Herb von Mettich
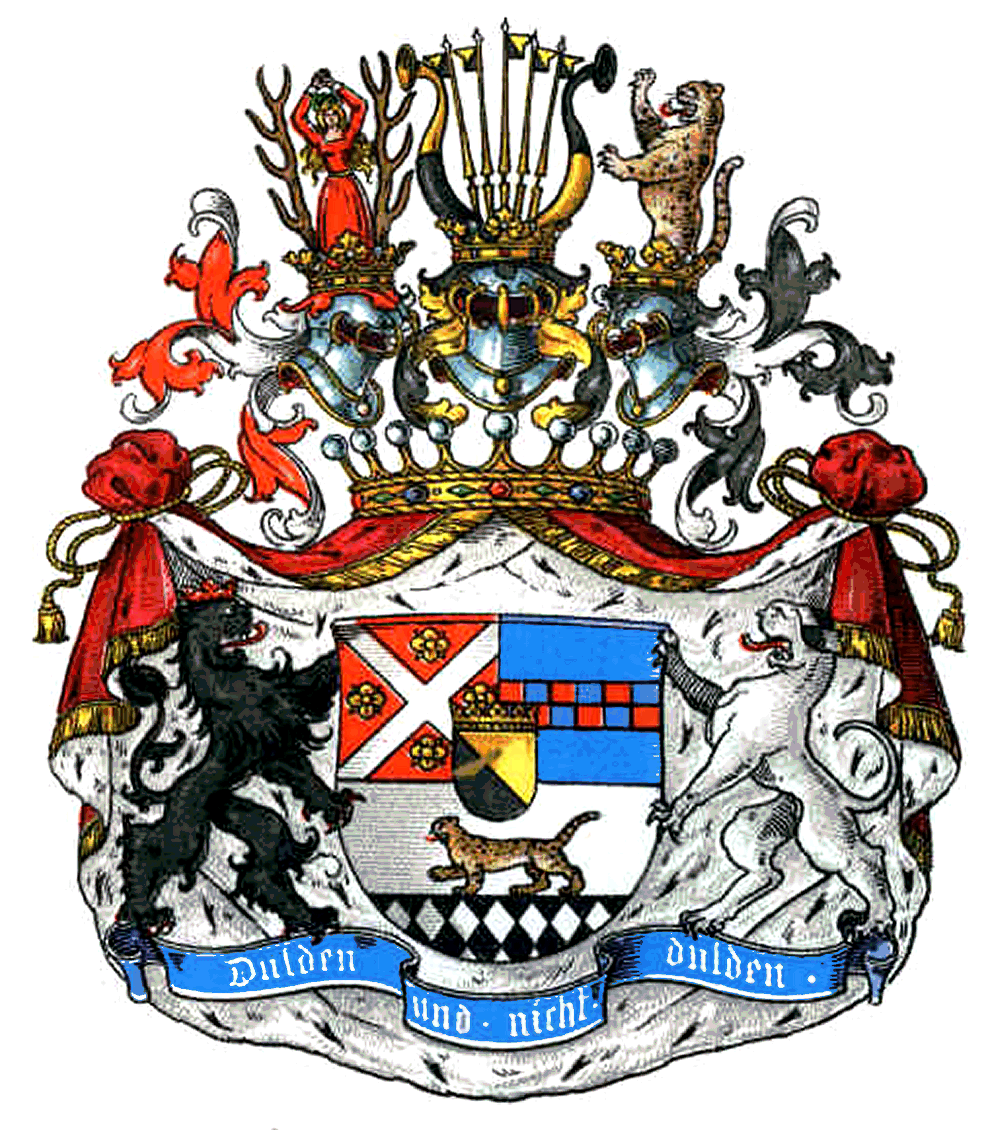
Herb Stillfried-Rattonitz
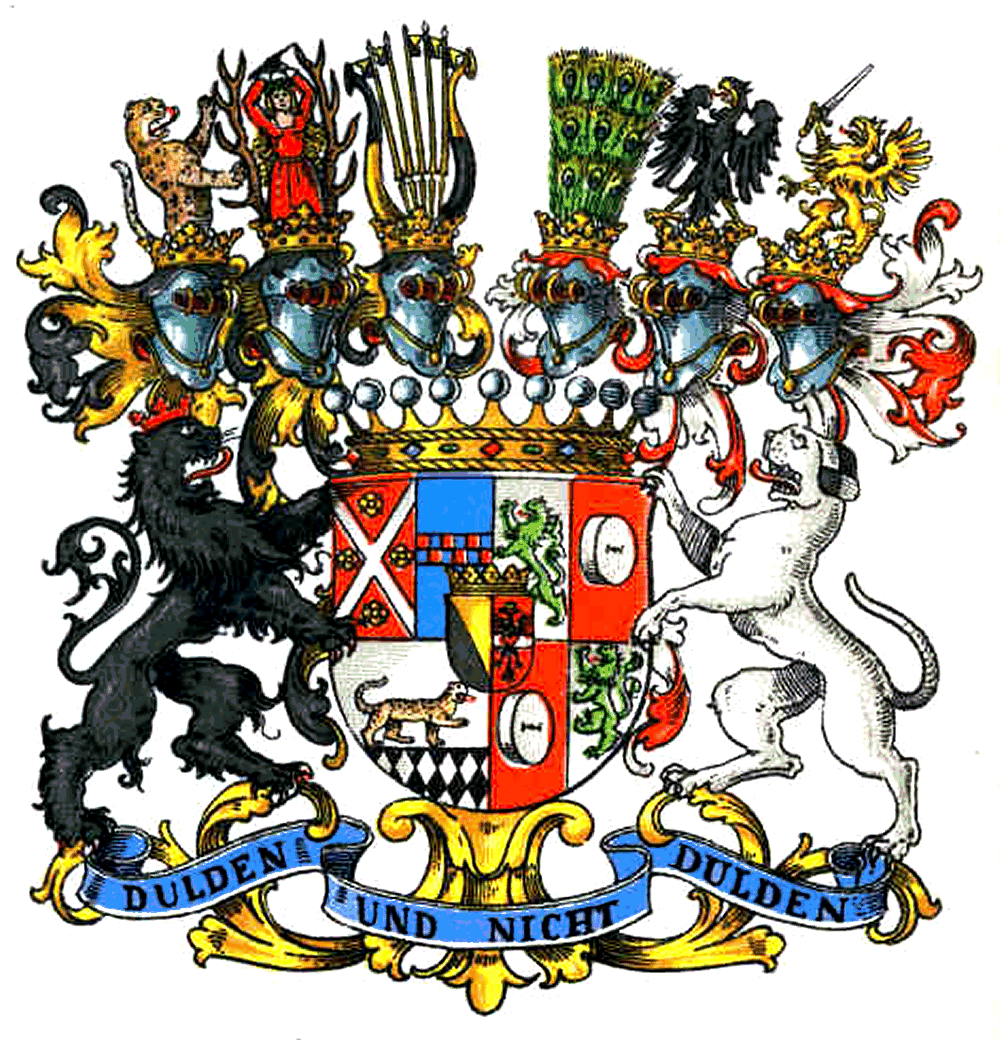
Herb Stillfried-Mettich

## Epitafia wewnątrz kościoła z herbami szlacheckimi
- Barbary von Hoffschnorbein z domu von Strachwitz (zm. 1616)[6]

- Bernharda von Stillfried (zm. 1598):
  - po lewej z herbami rodowymi, von: Stillfried, Pannwitz
  - po prawej z matczynymi, von: P(B)orschnitz, Schweinichen[11]

- Caspara von Tschetschau-Mettich (zm. 1603)[6]:
  - po lewej z herbami rodowymi, von: Tschetschau-Mettich, Heyde
  - po prawej z herbami matczynymi von: Bedaw, Zedlitz.

- Caspara von Tschetschau-Mettich (zm. 1553):
  - po lewej z herbami rodowymi, von: Tschetschau-Mettich[12]
  - po prawej z herbami matczynymi, von: Stolzer

- Caspara Mł. (zm. 1557) oraz Evy von Mettich (zm. 1560):
  - na dole herby, von: Mettich, Logau, Schindel, Seydlitz[13]

- Hansa Korckwitz von Satteldorf (zm. 1618)[6]
  - po lewej z herbami rodowymi, von: Korckwitz, Satteldorf
  - po prawej z herbami matczynymi, von: X, Czirin

- Christopha Mülheim von Domanz na Borzygniewie (zm. 1614)[6]
  - po lewej z herbami rodowymi, von: Mülheim

- Daniela von Stosch (zm. 1604):
  - po lewej z herbami rodowymi, von: Stosch, Reideburg
  - po prawej z matczynymi, von: Unwürde (Unwerth), Stosch[14]

- Evy von Mettich, panny (zm. 1598)[15]:
  - po lewej z rodowymi, von: Mettich, Adelsdorf, Czirn, Pritwitz
  - po prawej z herbami matczynymi, von: Keul, Zedlitz, X, Bradlitz

- Evy von Schindel (zm. 1601)[6]:
  - po lewej z herbami rodowymi, von: Schindel

- Evy von Stosch z d. Unwürde von Neuhaus (zm. 1613):
  - po lewej z herbami rodowymi, von: Unwürde, Porschnitz,
  - po prawej z matczynymi, von: Stosch[6], Sebottendorf

- Evy von Tzeschen von Karisch, żony Daniela Stoscha (zm. 1600):
  - po lewej z herbami rodowymi, von: Tzeschen von Karisch
  - po prawej z herbami matczynymi

- Friedricha von Kuhl (zm. 1599)[6]:
  - po lewej z herbami rodowymi, von: Kuhl, Schellendorf
  - po prawej z herbami matczynymi, von: Mettich, Keul[16]

- Hansa von Gregersdorf (zm. ok. 1600)[17]:
  - po lewej z: Gregersdorf, Peterswalde, Niemitz, Czettritz
  - po prawej z matczynymi: Unwerth, Borschnitz, Pogrel, Thader

- Hansa Korckwitz von Satteldorf (zm. 1618):
  - po lewej z herbami rodowymi: Korckwitz von Satteldorf[18]
  - po prawej z herbami matczynymi: X, Czirn

- Hedwig von Korckwitz z domu Unwürde von Neuhaus:
  - po lewej z herbami rodowymi, von: Unwürde (Unwerth),
  - po prawej z herbami matczynymi von: Stosch[19]

- Heinricha von Tschetschau-Mettich (zm. 1597)[6]:
  - po lewej z herbami rodowymi, von: Mettich, Schindel
  - po prawej z herbami matczynymi, von: Mettich

- Heleny von Mettich (zm. 1599)[20]:
  - po lewej z herbami rodowymi, von: Mettich, Adelsdorf, Czirn,
  - po prawej z herbami matczynymi, von: Keul, Zedlitz,

- Kaspra Mł. Mettich (zm. 1600) i Rebeki Mł. Mettich (zm. 1600)[21]:
  - po lewej z herbami rodowymi, von: Mettich, Bedaw
  - po prawej z herbami matczynymi, von: Schindel[22]

- Marii von Keul, panny (zm. 1600)[6]:
  - po lewej z rodowymi, von: Keul, X, Tzeschen von Karisch
  - po prawej z herbami matczynymi, von: Zedlitz, X, Nostiz

- Samuela von Stosch (zm. 1604)[23], z herbami:
  - po lewej z herbami rodowymi, von: Stosch[24]
  - po prawej z herbami matczynymi, von: Reideburg, Pogrel

- Kobiety Unwürde (Unwerth) obok Samuela Stoscha:
  - po lewej z herbami rodowymi, von:Unwerth, P(B)orschnitz[24]
  - po prawej z herbami matczynymi, von: Stosch,